# Makadum
Makadum – gaun wikas samiti w środkowej części Nepalu w strefie Dźanakpur w dystrykcie Ramechhap. Według nepalskiego spisu powszechnego z 2001 roku liczył on 389 gospodarstw domowych i 2156 mieszkańców (1194 kobiet i 962 mężczyzn).